# Xylosma boulindae
Xylosma boulindae é uma espécie de planta da família Salicaceae.
É endémica da Nova Caledónia.